# Paride Rombi
Paride Rombi (Calasetta, 6 settembre 1921 – Napoli, 18 agosto 1997) è stato uno scrittore e magistrato italiano conosciuto per il suo romanzo Perdu, ambientato nel Sulcis Iglesiente,”nelle terre del conte Salazar” in Sardegna, con cui vinse il Premio Grazia Deledda nel 1952.

## Biografia
Originario di Calasetta, in Sardegna, isola linguistica tabarchina (variante della lingua ligure), svolse l'attività di magistrato. 
Perdu, edito dalla Arnoldo Mondadori Editore e, attualmente, dalla Ilisso, è stato il suo maggiore successo; ebbe infatti quattro edizioni e numerose traduzioni all'estero (Stati Uniti, Germania, Francia, Danimarca, Regno Unito, Argentina, Svezia).
Altri suoi scritti sono stati:
- Il Raccolto (romanzo)
- Il Breve di Villa di Chiesa: aspetti storico-giuridici